# Carlo Yvon
Carlo Yvon (né le 29 avril 1798 à Milan et mort dans la même ville le 23 décembre 1854) est un hautboïste et compositeur italien.

## Biographie
Carlo Yvon a fait ses études au conservatoire de Milan, sa ville natale  et plus tard il a été professeur dans cet établissement. Pendant de nombreuses années, il a tenu le pupitre de premier hautbois à La Scala. Beaucoup de ses compositions de musique symphonique ou de musique de chambre sont écrites pour le hautbois, et sont encore jouées aujourd'hui.

## Œuvres
- Allegro e variazioni pour hautbois et orchestre
- Canto notturno pour soprano et piano
- Capriccio per tre oboi (Capriccio pour 3 hautbois) (composé entre 1835 et 1850)
- 2 Duetti pour 2 hautbois
  -     1. sol majeur
    2. mi bémol majeur
- Sonate en fa mineur pour cor anglais (ou alto, ou clarinette) et piano (publié 1831)
- 6 Studi (6 Études) pour hautbois et piano
- 12 Studi (12 Études) pour hautbois

## Discographie
- Carlo Yvon: Opera integrale per Oboe (Carlo Yvon : intégrale des œuvres pour hautbois), Alessandro Baccini (hautbois et cor anglais), Alessandro Cappella (piano), Tactus Records TC.792401 (2004) ;
- Music for Oboe, Oboe d'amore, Cor anglais & Piano – Sonate pour cor anglais et piano par Albrecht Mayer (cor anglais) et Markus Becker (piano), Angel Records (1999) ;
- Thomas Stacy: Principal English Horn – Sonate pour cor anglais et piano par Thomas Stacy (cor anglais) et Paul Schwartz (piano), Cala Records CACD0511 (2006).